# Franz Anton von Pirkershausen
Franz Anton von Pirkershausen (* 17. Juli 1841 in Wiessen, Böhmen als Franz Joseph Anton; † 12. August 1906 in Wolfsberg in Kärnten) war ein österreichischer k.k. Marineoffizier.

## Leben

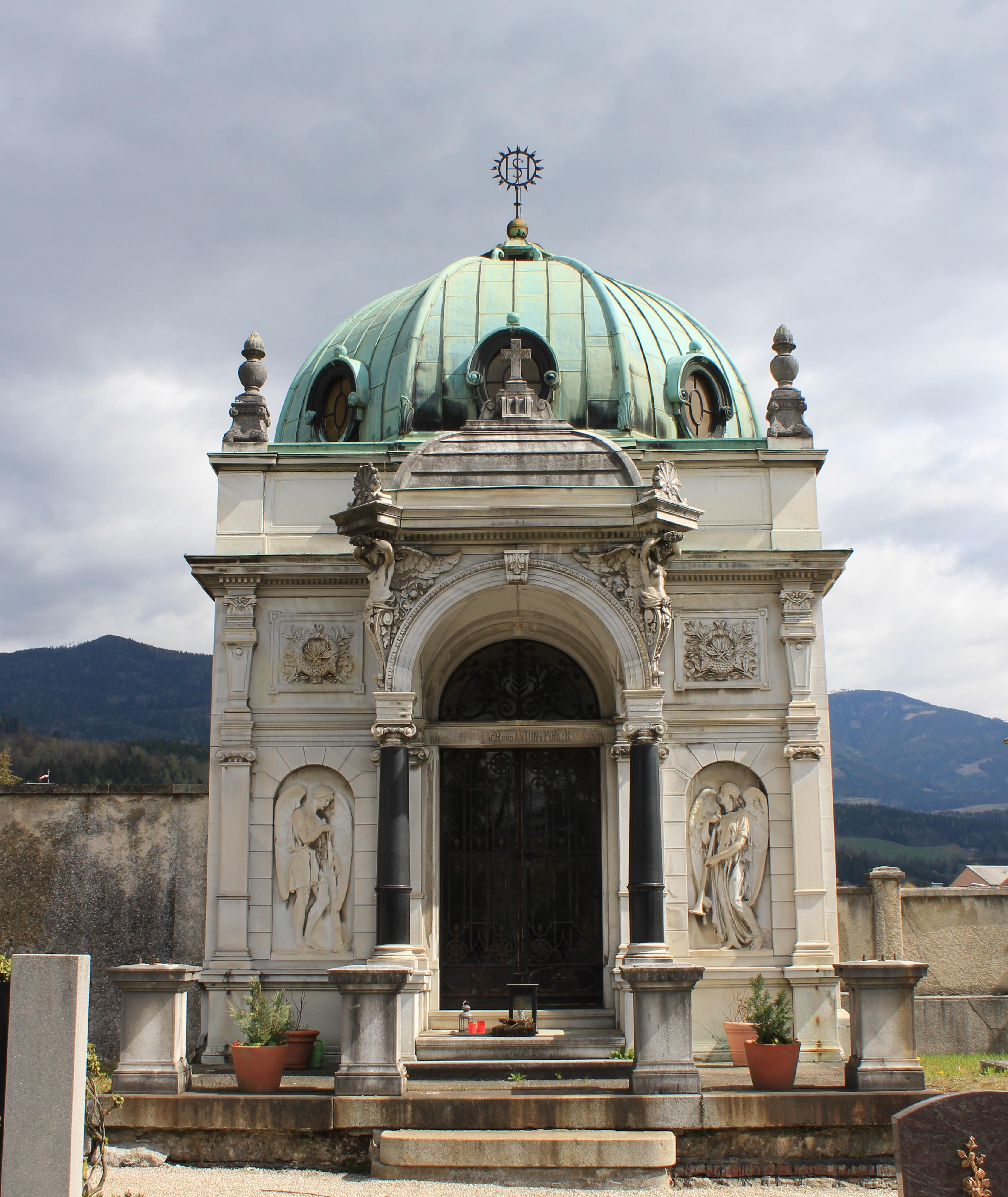
Mausoleum am Wolfsberger Friedhof

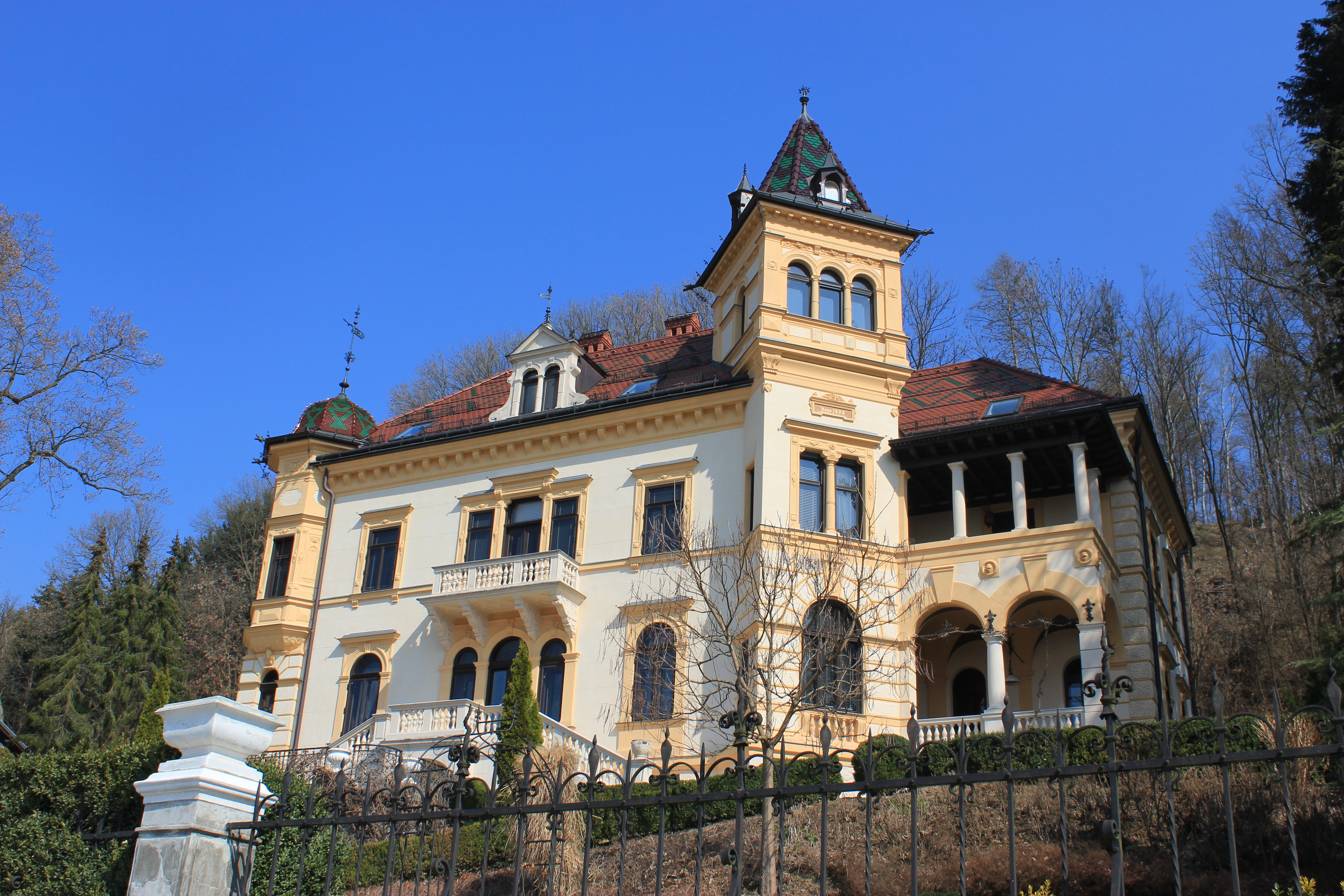
Villa Pirkershausen in Wolfsberg

Franz Anton wurde in der Gemeinde Wiessen als Sohn des dortigen Oberlehrers Franz Anton Anton (1804–1882) und dessen Ehefrau Anna Theresia geb. Possolt (1811–1889) geboren. Zunächst besuchte er die Dorfschule in Wiessen, ehe er von 1855 bis 1858 Zögling an der Unterrealschule in Komotau und von 1858 bis 1861 an der Oberrealschule in Prag wurde.
Am 28. Mai 1861 trat er als Aspirant in die österreichische Kriegsmarine ein. Nach einer einjährigen Ausbildung in Pula kam Anton auf die Fregatte Novara unter dem Befehl von Wilhelm von Tegetthoff. Nach Stationen in Griechenland und in der Levante nahm er an Bord der Fregatte Schwarzenberg am Seegefecht bei Helgoland teil. Später nahm er als Linienschiffs-Fähnrich an der Seeschlacht bei Lissa teil. Nach einem weiteren Einsatz bei der Niederschlagung eines Aufstands in Süddalmatien nahm Anton auf der Schraubenkorvette Helgoland an einer längeren Reise bis in den Indischen Ozean und um Afrika teil. 1875 erhielt er die Beförderung zum Linienschiffs-Leutnant, 1888 zum Korvettenkapitän, 1891 zum Fregattenkapitän und 1894 zum Linienschiffskapitän. Als solcher nahm Anton als Kommandant des Rammkreuzers Kaiser Franz Josef I. an der feierlichen Eröffnung des Kaiser-Wilhelm-Kanals teil. Für seine Verdienste wurde er 1892 von Kaiser Franz Joseph I. mit den Prädikat von Pirkershausen in den erblichen Adelsstand erhoben. 1895 trat er auf eigenen Wunsch nach vierzig Dienstjahren in den Ruhestand über und ließ sich in Graz nieder. Als Wohnsitz dienten ein 1896 von Friedrich Sigmundt in Graz errichtetes Stadtpalais und eine um 1888 von selbigem errichtete Villa in Wolfsberg. Anton von Pirkershausen starb 1906 und wurde in einem monumentalen Mausoleum in Wolfsberg beigesetzt.
Seit dem 3. Oktober 1892 war Anton von Pirkershausen mit Josefa Anna Pirker aus Wolfsberg in Kärnten verheiratet. Drei seiner Neffen, die allesamt in Wiessen geboren wurden, traten ebenfalls in die k.k. Armee ein und machten dort Karriere. Josef Franz Seiler (1876–1941) war Korvettenkapitän, Alfred Anton Seiler (1877–?) war Major in einem Artillerie-Regiment und Franz Seiler (1886–?) war Marinekommissär-Oberleutnant in Pola.

## Auszeichnungen
- Silberne Tapferkeitsmedaille I. Klasse
- preußisches Militärehrenzeichen I. Klasse
- Kriegsdenkmünze für 1864
- Roter Adlerorden II. Klasse